# Paul Gury
Pour les articles homonymes, voir Gury.
Loïc Le Gouriadec, dit Paul Gury, est un acteur, réalisateur et dramaturge québécois né le 11 mai 1888 à Vannes en France et mort le 13 novembre 1974  à Montréal.

## Biographie
Né dans la ville bretonne de Vannes, il émigre au Québec en 1907 et travaille alors dans une tannerie de Montréal. Il s'inscrit également au Conservatoire Lassalle et suit des cours d'art dramatique.
Paul Gury devient, en 1918, directeur du Théâtre National, à Montréal.
Le Mortel Baiser, sa première pièce présentée en 1923, qui connaît un grand succès mondial, est traduite en plusieurs langues.
Entre 1923 et 1928, il séjourne à Paris et travaille notamment au Théâtre de l'Œuvre avec le metteur en scène Lugné-Poe.
De retour au Québec, parallèlement à ses activités théâtrales, il fait une carrière de scripteur radiophonique à CKVL, à CKAC et à Radio-Canada. Il participe à l'écriture de plus d'une vingtaine de feuilletons radiophoniques dont Rue Principale et La Fiancée du commando feuilletons radiophoniques très populaires au Québec dans les années 1940 à 1965. Il fut aussi le créateur et l'auteur du radioroman Vie de femmes, diffusé à CBF cinq fois par semaine, l'avant-midi, de 1952 à 1966.
Époux de la comédienne Yvette Brind'Amour, il participe, en 1949, à la fondation du Théâtre du Rideau Vert.
Tout en poursuivant sa carrière de dramaturge et de réalisateur, Paul Gury réalise certains des premiers films tournés au Québec : Un homme et son péché et Le Curé de village. Comédien, il joue notamment Anton Tchekhov, Albert Camus, Henry de Montherlant et Marie-Claire Blais.
Le fonds d'archives de Paul Gury est conservé au centre d'archives de Montréal de Bibliothèque et Archives nationales du Québec.

## Filmographie

### Comme réalisateur
- 1949 : Un homme et son péché
- 1949 : Le Curé de village
- 1950 : Séraphin, suite du film Un homme et son péché de 1949.

### Comme acteur
- 1936 : Debout là-dedans ! d'Henry Wulschleger
- 1936 : Moutonnet de René Sti
- 1936 : Le Mort en fuite d'André Berthomieu : Ivan
- 1937 : Le Cantinier de la coloniale d'Henry Wulschleger
- 1938 : Mon père et mon papa de Gaston Schoukens d'après une pièce de Fernand Wicheler adaptée par Paul Gury : Le colonial

### Comme scénariste
- 1936 : Le Mort en fuite d'André Berthomieu
- 1938 : Mon père et mon papa de Gaston Schoukens d'après une pièce de Fernand Wicheler
- 1949 : Un homme et son péché
- 1955 : Les deux font la paire d'André Berthomieu

### Comme compositeur
- 1916 : Il est revenu mon soldat[3]
- 1919 : En nous tenant par la main[4]
- 1920 : Le mortel baiser[5] et Laurier[6]
- circa 1921 : Souviens-toi, Ninette[7]
- 1938 : Mon père et mon papa de Gaston Schoukens d'après une pièce de Fernand Wicheler adaptée par Paul Gury

## Théâtre
- 1929 : Jules, Juliette et Julien ou l'École du sentiment de Tristan Bernard, mise en scène Lugné-Poe, Théâtre de l'Œuvre

## Hommages
La rue Paul-Gury a été nommée en son honneur, en 1988, dans la ville de Québec.